# 蒙多·格拉
蒙多·格拉（英語：Mondo Guerra，1978年6月6日—），原名“阿曼多·托马斯·格拉（Armando Thomas Guerra）”，是美国一名时尚设计师，他曾在《天桥骄子》第八季中获得亚军并在该系列衍生节目《天桥骄子全明星赛》第一季中获得冠军。自从蒙多在节目中公开自己的HIV携带者身份后， 他已经成为——默克和斯巴鲁——这两个全美HIV运动的发言人。 同时，蒙多也是《天桥骄子》节目内首位来自美国科罗拉多州丹佛市的参赛选手。

## 早年境况
蒙多·格拉是居住在美国科罗拉多州丹佛地区的第五代墨西哥裔美国人， 他在高中时代就读于当地的丹佛艺术学校。
2001年，蒙多搬至纽约市生活并在他22岁的时候检测出HIV阳性。 但直到几年后他才开始进行抗病毒治疗并难以保持依从性，且经历了一些副作用，这都导致他在2000年代后期不止一次住院。 在一次采访中，他谈及了美国医疗体系对艾滋病的防控以及对《瑞恩·怀特保健法》的依赖，并说由于他需要对自己感染艾滋病的事实保密，特别是对自己家庭的保密，而导致自己罹患了重度抑郁症。 他还谈到了LGBT社区内的艾滋病羞辱及“恐艾症”。

## 职业生涯

### 声名鹊起
蒙多·格拉参加了于2010年播出的《天桥骄子》第八季，并在节目前期的挑战赛中多次位列三甲却不曾拿下一个冠军。在第七集的“度假装挑战赛（Resort Wear Challenge）”中排名垫底但侥幸过关后，蒙多接连在第八集“杰奎琳·肯尼迪挑战赛（Jacqueline Kennedy Challenge）”、第九集“巴黎欧莱雅美妆挑战赛（L'Oreal Makeup Challenge）”和第十集“惠普印染布料挑战赛（HP Pattern Challenge）”拿下三个冠军。特别是在第九集“巴黎欧莱雅美妆挑战赛”中额外赢得20,000美元的奖金，他为这个挑战赛设计了“高级定制”款和“成衣”款两套设计。
在第十集的“惠普印染布料挑战赛”中，面对评委妮娜·加西亚就其设计图案的提问， 蒙多向评委解释自己所设计裤装上的明亮、粗体加号图案来自他的HIV阳性状态； 在一次采访中，蒙多表示节目的制作时间表对自己执行药物依从性特别困难，尽管他是在自己的CD4计数非常低之后才来报名参赛。 在这次节目录制之前，蒙多并未向他的家人和节目制作人透露其感染艾滋病的情况，而提姆·冈恩在这之后与他谈及了他想如何处理这个问题；蒙多表示他公开这个秘密之后感到了如释重负并愈发自爱。 最后，蒙多在第十集播出之前向自己的家人公开了这个情况。
蒙多·格拉凭借以亡灵节为主题设计服装系列在纽约市林肯表演艺术中心举行的“梅赛德斯·奔驰时尚周”获得了亚军。 俄勒冈州人格雷琴·琼斯获得了冠军；而夏威夷州人安迪·索思（现改名为阿莉·索思）则获得了季军。 最终集播出后，《天桥骄子》执行制片人海蒂·克鲁姆曾在一场漫长的分歧激烈的辩论中力主应该由蒙多取代格雷琴拿下本季冠军； 而在几周后，她还穿着蒙多的设计出席了《黑天鹅》的首映礼。
蒙多·格拉在2012年参加了《天桥骄子》的衍生节目《天桥骄子：全明星》第一季，他在这一季击败了《天桥骄子》第一季选手奥斯汀·斯嘉丽和同为第八季选手兼密友的迈克尔·科斯特洛而拿下总冠军。
2019年，蒙多以嘉宾的身份出演了《天桥骄子：全明星》第七季。他在节目里协助艾莉娜·沙巴耶瓦完成了最终挑战。 同时蒙多还担任了《天桥骄子》第十季第9集的客座评审；本集的挑战内容就是选手自己设计布料图案，因此播出时还特意插入了蒙多当初参加比赛时的回顾画面。

### 后续发展
2010年11月31日，蒙多·格拉与丽莎·明内利、肯尼斯·科尔、夏恩·杰克逊出现在纽约证券交易所的交易大厅，共同代表美国艾滋病研究基金会敲钟以迎接世界艾滋病日。
同样是为了纪念世界艾滋病日，蒙多设计了一款限量T恤；一个版本带有亡灵节头骨糖，而另一个版本则带有生命之树。 这些T恤于2010年12月1日午夜开始在电子商务平台Piperlime上进行贩售。 每售出一件T恤，都将向美国艾滋病研究基金会捐赠20美元。 蒙多向福斯拉丁新闻频道解释了他的动机，“亡灵节是向逝去亲人致意的庆典。而当我想到世界艾滋病日时，我就想创作一些能够非常真实表达有关‘我是谁’以及‘我所知道’的东西。纪念那些我认识的人、我思念的人，还有那些仍在与疾病抗争的人。这是关于爱和延续。”
在热门真人秀节目《鲁保罗变装皇后秀》第十季里，布莱尔·圣克莱尔在季终集里穿着蒙多的设计登场。这套造型被该节目的官方在线评论网站“鲁评时尚照（Fashion Photo Ruview）”授予“本周最佳造型（Top Toot of the Week）”。

## 影视作品

### 电视节目
| 节目名称         | 播出季 | 出演角色     |
| ---------------- | ------ | ------------ |
| 天桥骄子         | 第八季 | 选手（亚军） |
| 天桥骄子         | 第十季 | 客座评审     |
| 天桥骄子：全明星 | 第一季 | 选手（冠军） |
| 天桥骄子：全明星 | 第七季 | 嘉宾         |